# Tucayaca gracilis
Tucayaca gracilis är en insektsart som först beskrevs av Giglio-tos 1897.  Tucayaca gracilis ingår i släktet Tucayaca och familjen gräshoppor. Inga underarter finns listade i Catalogue of Life.